# Copa do Mundo de Esqui Alpino de 1998
A Copa do Mundo de Esqui Alpino de 1998 foi a 32º edição da Copa do Mundo, ela foi iniciada em outubro de 1997 na França e finalizada em março de 1998 na Suíça.
O austríaco Hermann Maier venceu no masculino, enquanto no feminino a alemã Katja Seizinger foi a campeã geral.